# Porciles (Tineo)
Porciles es una aldea y parroquia perteneciente al concejo de Tineo, Asturias, España, situada al oeste de la capital (Parroquia de Tineo), la población total de la parroquia es de 98 habitantes y la de la aldea es de 29. La parroquia está formada por los pueblos de Carcediel y Porciles.

## Iglesia de San Roque
Pequeña iglesia de nave única y presbiterio cuadrado, todo cubierto de cielo raso.